# GeoGebra
GeoGebra és un programa lliure interactiu que combina geometria, àlgebra i càlcul. El seu ús és primordialment l'educatiu tant a l'escola primària com a la secundària o a la universitat. GeoGebra és un programari de geometria dinàmica. Les construccions geomètriques (punts, vectors, segments, rectes, polígons, seccions còniques, funcions…) fetes amb aquest programa es poden canviar dinàmicament després. Els elements es poden introduir i modificar directament a la pantalla, o mitjançant la línia d'ordres; a més, el GeoGebra té la capacitat d'assignar-li variables a nombres, vectors i punts, pot calcular derivades i integrals de funcions de forma simbòlica i té incorporat un complet i avançat conjunt de comandaments matemàtics i estadístics.
El GeoGebra no només pot ser utilitzat de la forma clàssica per realitzar construccions o dibuixar gràfiques, sinó també per fer conjectures i realitzar investigacions.
L'any 2021 Geogebra es va unir amb BYJU'S.

## Autors
El GeoGebra ha estat desenvolupat per Markus Hohenwarter (Àustria i EUA, Líder del projecte des del seu inici el 2001), Michael Borcherds (Regne Unit, des del 2007), Yves Kreis (Luxemburg, des del 2005), Mathieu Blossier (França, des del 2008) i Florian Sonner (Alemanya, des del 2008), a més d'altres col·laboradors.
El Geogebra ha estat traduït a 50 llengües, la versió catalana del qual ha estat feta per: Jaume Bartrolí, Pep Bujosa, Josep Lluis Cañadilla, Carlos Gimenez, Antoni Gomà, Jorge Sánchez i Roser Sebastián.

## Versions
La darrera versió de GeoGebra és la 6.0.888.1 publicada el 28 de maig del 2025. Aquesta versió forma part de la línia GeoGebra Classic 6, que integra eines per a àlgebra, geometria, càlcul, estadística, gràfics 3D, fulls de càlcul i càlcul de probabilitats.
Per a dispositius mòbils, la versió més recent de la GeoGebra Calculator Suite per a iOS és la 6.0.888, publicada el 27 de maig de 2025, que incorpora una nova eina de càlcul de probabilitats .

La versió 4.0 publicada el 20 d'octubre del 2011 va incorporar:
- GeoGebraTube: per compartir fulls de càlcul en línia fàcilment (al menú "Fitxer").
- GeoGebraPrim: interfície especial per als estudiants més joves.
- Interfície d'usuari: arrossegar i deixar anar, barra d'estil, punts de vista, accessibilitat.
- Noves eines: anàlisi de dades, taula de diàleg, una calculadora de probabilitat, inspector de funció.
- Copiar i enganxar dos punts de vista gràfics.
- Desigualtats i equacions implícites.
- Eina de text millorada, una millor visualització de les equacions.
- Opcions de farciment amb la incubació i les imatges.
- Animació dels punts de les línies, dels límits dinàmics de barres de desplaçament i dels eixos.
- Nous botons, caixes d'entrada i seqüències d'ordres.
- Exportació a GIF animat.
- 50 idiomes.

La versió 3.2 publicada el 3 de juny del 2009 va incorporar:
- La vista de full de càlcul.
- L'animació automàtica dels punts lliscants.
- Noves eines com el compàs, la inversió, les còniques i la recta de regressió.
- Comandaments per a funcions estadístiques i gràfiques.
- Matrius i nombres complexos.
- Capes i colors dinàmics.
- 45 idiomes.

La versió 3.0 publicada el 23 de març del 2008 va incorporar:
- Polígons regulars, corbes paramètriques i listes.
- Eines definides per l'usuari.
- 39 idiomes.

### Versió Futura
Existeix una edició beta en desenvolupament de la Versió 5.0, que incorporaria una tercera dimensió en la qual, a més de poder generar-s'hi els gràfics d'anteriors versions del GeoGebra (punts, rectes, funcions, polígons, etc.), també s'hi podrien generar gràfics en tres dimensions (superfícies, esferes, cons, cilindres, poliedres, etc.).

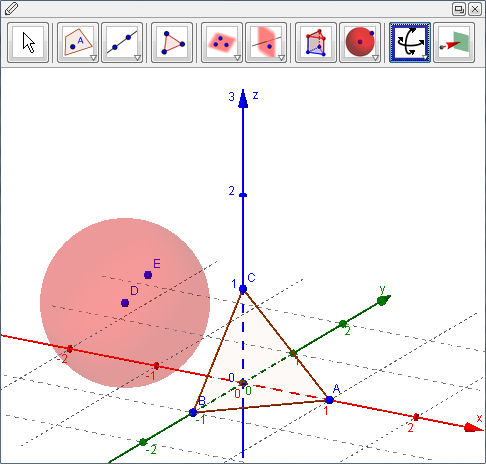
Exemple de gràfics generats amb el Geogebra 5.0 Beta

## Premis
GeoGebra ha rebut diversos premis i distincions d'àmbit internacional, incloent-hi premis europeus i dels EUA per a programari educatiu.
- EASA 2002 Arxivat 2010-05-06 a Wayback Machine.: European Academic Software Award (Ronneby, Sweden)
- Learnie Award 2003: Austrian Educational Software Award (Vienna, Austria)
- digita 2004 : German Educational Software Award (Cologne, Germany)
- Comenius 2004: German Educational Media Award (Berlin, Germany)
- Learnie Award 2005: Austrian Educational Software Award per "Spezielle Relativitätstheorie mit GeoGebra" (Vienna, Austria)
- Trophées du Libre 2005: International Free Software Award, category Education (Soisson, France)
- eTwinning Award 2006: 1r premi per "Crop Circles Challenge" Arxivat 2009-08-02 a Wayback Machine. amb GeoGebra (Linz, Austria)
- Learnie Award 2006: Austrian Educational Software Award per "Wurfbewegungen mit GeoGebra" (Vienna, Austria)
- AECT Distinguished Development Award 2008: Association for Educational Communications and Technology (Orlando, USA)
- SourceForge.net Community Choice Awards 2008: Finalista, Best Project for Educators
- BETT Awards 2009: Finalista a Londres per British Educational Technology Award
- Tech Awards 2009 Arxivat 2010-03-05 a Wayback Machine.: Premi del Tech Museum de San Jose (USA)

## Representació de funcions

### Funcions polinòmiques
Per a representar funcions al geogebra primer de tot descargarem el programa, ho podem fer-ho en català aquí.

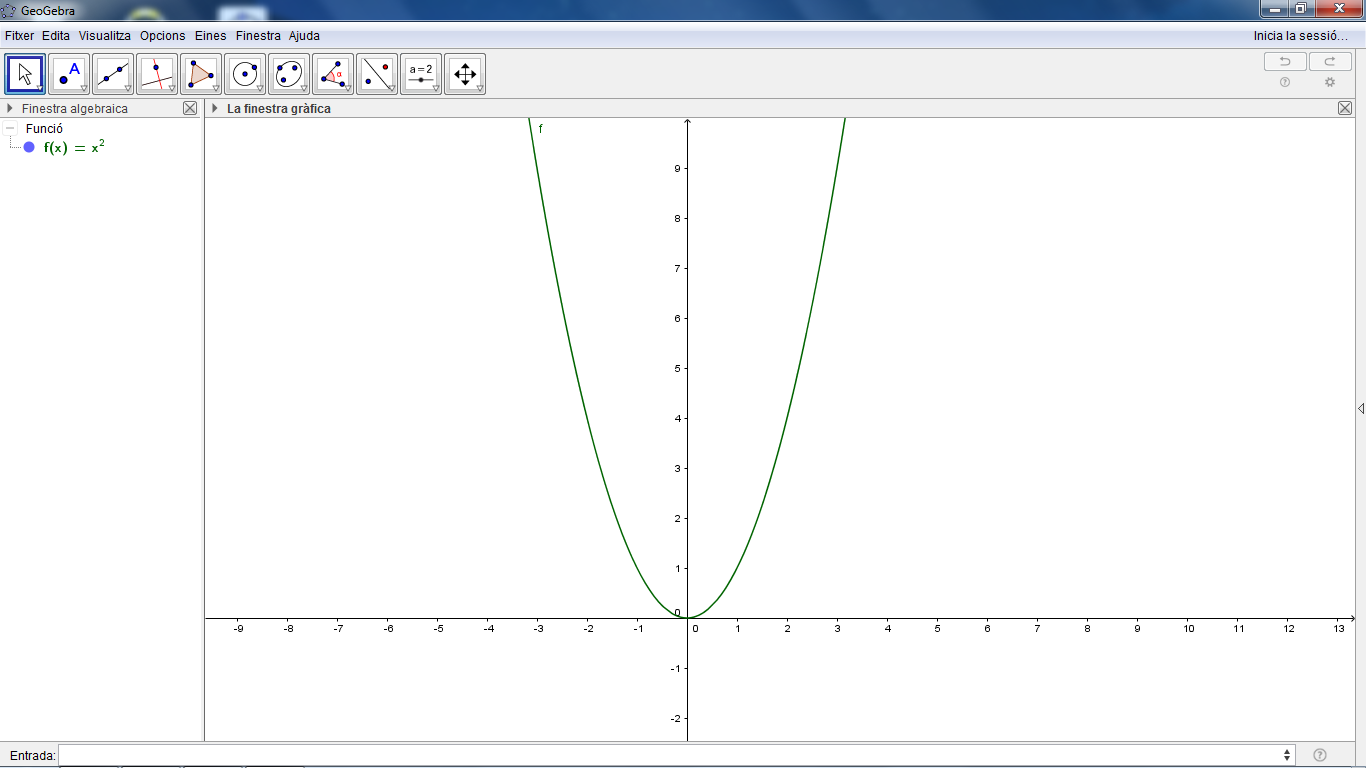
Grafica en geogebra de la funció

A l'obrir el programa ens trobarem amb un pla cartesià buit, que és on representarem la funció desitjada.
Sota el pla cartesià veurem la línia "Entrada:" En aquell espai és on haurem d'introduir la nostra funció, com per exemple la següent: 
{\displaystyle f(x)=x^{2}}
I automàticament ens apareixerà la funció dibuixada al pla.
La funció representada apareixerà a l'esquerra de la pantalla, en una pestanya anomenada "Finestra Algebraica". Allà la podrem modificar al nostre gust, així com fer càlculs amb ella.

### Funcions a trossos
Per a representar funcions a trossos al geogebra, haurem de anar a cantonada inferior dreta del programa i clicar l'icona que es un interrogant. Allà trobarem multitud 

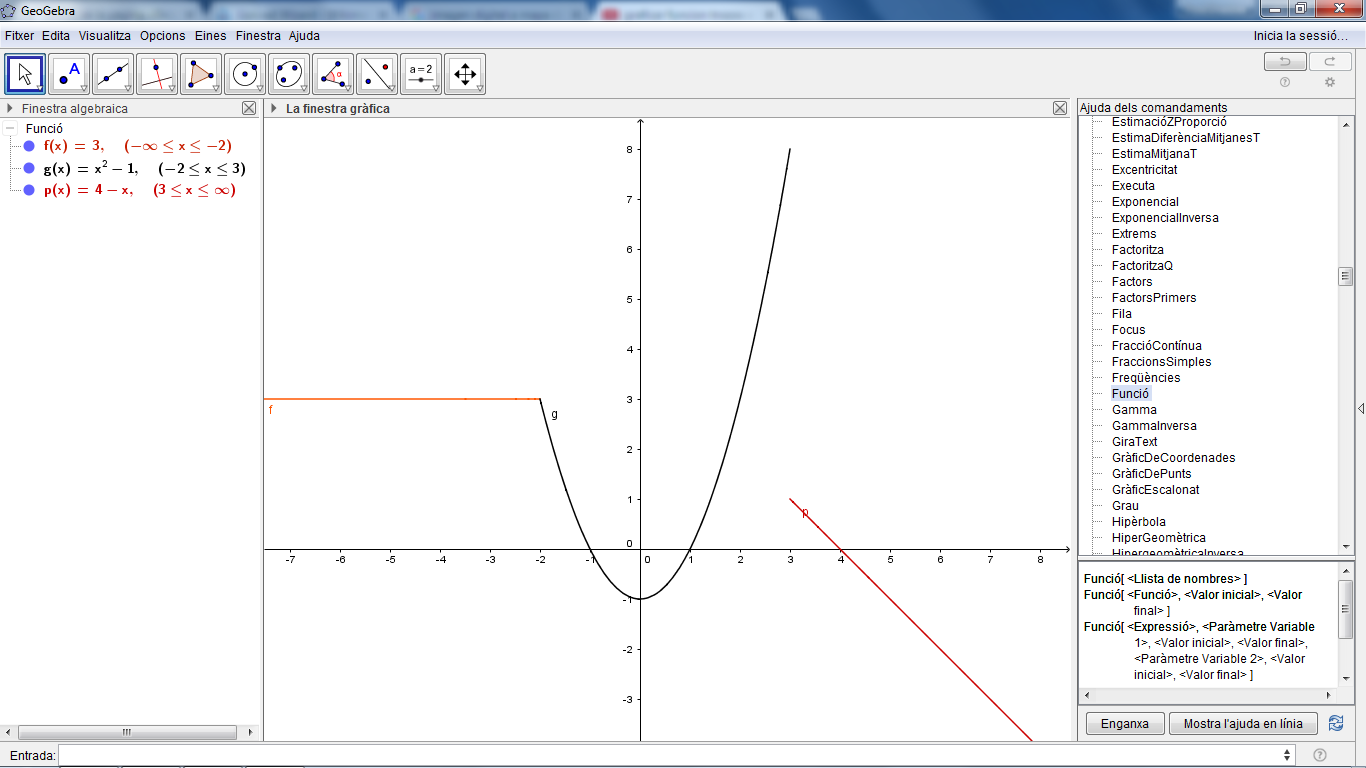
Funció a trossos representada en geogebra.

d'opcions, però seleccionarem "Funcions i càlcul", i un cop a dins, farem doble click a "Funció".
Automàticament a la línia "Entrada:" apareixerà la sintaxi: "Funció[]". Dins els claudàtors, escriurem primer la funció del primer interval, separarem amb una coma i escriurem el primer punt de l'interval (cal afegir-hi els {\displaystyle \pm }{\displaystyle \infty } en els intervals corresponents), i separat amb una altra coma, l'altre punt de la interval.
Per tant, en el cas que volguem representar la funció: 3x si x≤-2, hauríem d'escriure el següent: 
"Funció[3x,-{\displaystyle \infty },-2]"
Nota: Per a afegir el símbol d'infinit, al final de la línia d'entrada hi ha un botó amb la lletra alfa. Si cliquem aquell botó, ens apareixerà un recull de símbols, en els quals hi ha el d'infinit.

## Càlcul de derivades

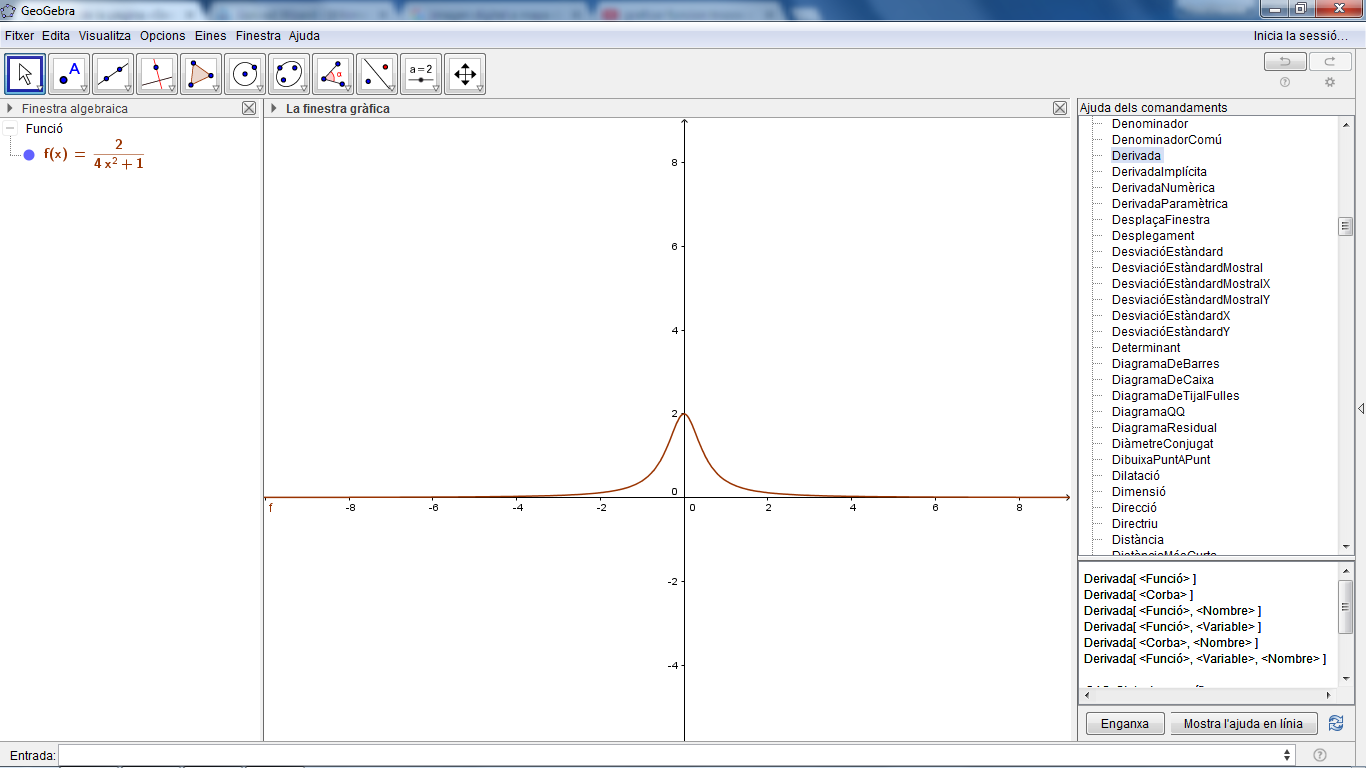
Derivada arctan(2x) en geogebra

Per a calcular derivades amb el geogebra, anirem a la línia "Entrada:" i allà hi escriurem la següent instrucció: "Derivada[]".
Dins dels claudàtors introduirem la funció que volem derivar i simplement la gràfica de la derivada ens apareixerà representada, així com el resultat de la derivada a la Finestra Algebraica.

## Càlcul d'integrals
Per a calcular integrals amb el geogebra, anirem a la línia "Entrada:" i allà hi escriurem la següent instrucció: "Integral[]"

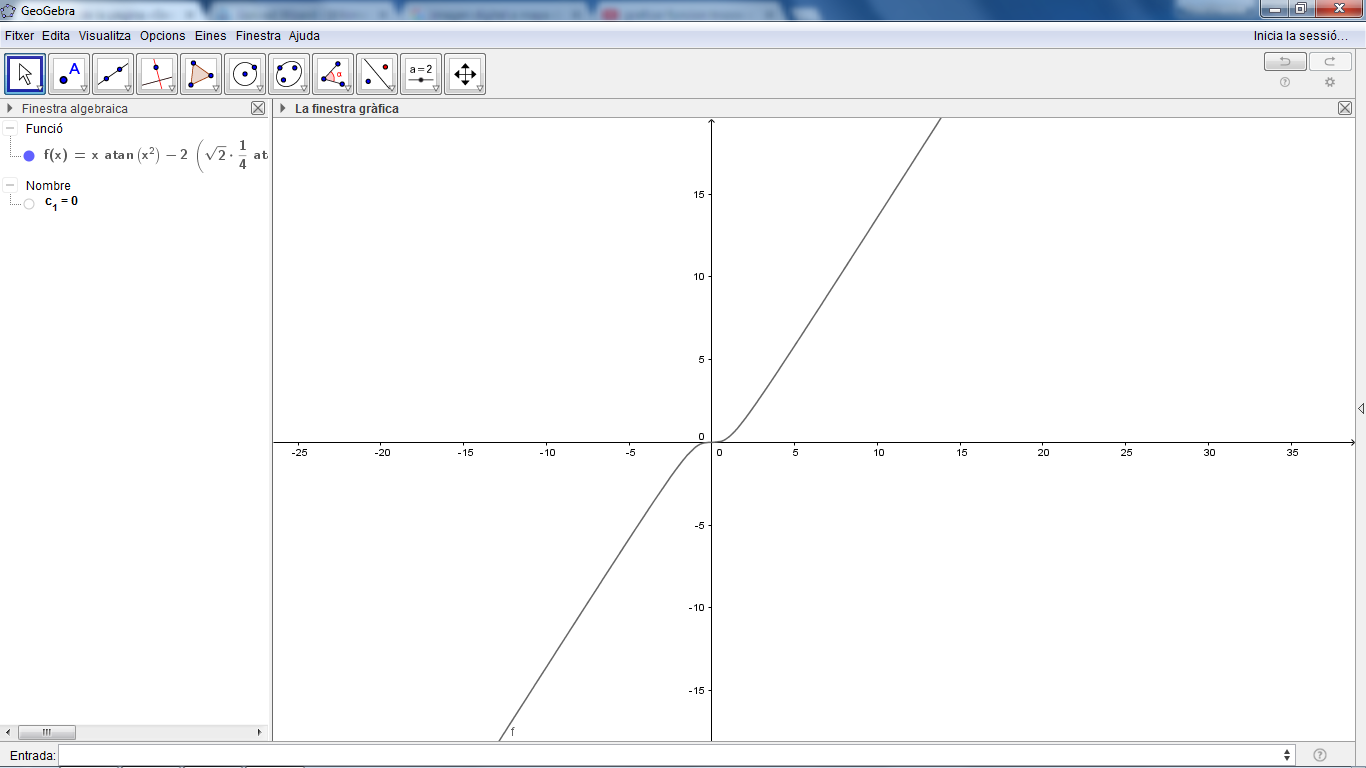
Integral arctan(x^2) en geogebra

Dins els claudàtors hi posarem la integral que volem calcular, en el cas que sigui una integral indefinida o, la integral i separat amb comes, els valor inicials i finals en el cas que volguem calcular una integral definida.
Per altra banda, geogebra també ens permet calcular l'àrea compresa entre dues funcions, ja que dins de la mateixa instrucció d'integral, ens permet introduir (sempre separant-ho tot amb comes) dues funcions i dos valors, i automàticament ens donarà el valor de l'àrea.